# Eric Brandon
Eric Brandon (n. 18 iulie 1920, East Ham, Londra – d. 8 august 1982, Gosport, Hampshire), a fost un pilot englez de Formula 1 care a evoluat în Campionatul Mondial în 1952 și 1954.